# Отписани
Отписани је југословенска телевизијска серија, снимљена у продукцији Телевизије Београд 1974. и 1975. године. Серија прати авантуре младих илегалаца у окупираном Београду за време Другог светског рата. Настала је по књизи Драгана Марковића, а упоредо са снимањем серије, снимљен је и филм „Отписани“, који представља спој прве две епизоде серије (за разлику од серије, која је снимљена у црно-белој техници, филм је снимљен у боји). Због велике популарности серије, две године касније, снимљен је наставак под називом „Повратак отписаних“.
Серију је режирао Александар Аца Ђорђевић, а сценарио су написали Драган Марковић и Синиша Павић. Главни јунаке серије играли су тада млади глумци - Воја Брајовић, Драган Николић, Предраг Мики Манојловић, Чедомир Петровић и Александар Берчек, а поред њих веће улоге су остварили и Стево Жигон, Раде Марковић, Драгомир Фелба и Васа Пантелић. Сматра се и даље за најбољу ратну акциону ТВ серију икад снимљену на овим просторима, а уз Сиви дом је свакако најбоља акциона серија снимљена у време постојања СФР Југославије.
С обзиром на то да је серија поводом 50 година од премијерног приказивања дигитално рестаурисана у Центру за дигитализацију ТВ архива РТС, дигитализована верзија серије се од 29. августа 2024. године емитује на Првом програму Радио-телевизије Србије, сваког четвртка у 22 часа.

## Радња
На вест да је Адолф Хитлер напао Совјетски Савез, група младих скојеваца одлучује да формира илегалну групу да би се супротставили Вермахту. Њихове акције ће их довести на врх листе за уклањање Специјалне полиције и Гестапоа.

## Историја
Серија је базирана на књизи „Забрањени живот“ Драгана Марковића. Заснива се на споју измишљених и истинитих догађаја из времена илегалног отпора окупатору, током окупације Београда за време Другог светског рата, од 1941. до 1944. године. Иако доста измењени, многи делови серије су настали према стварним догађајима, као што су - спасавање Александра Ранковића из затворске болнице у Видинској улици, јула 1941; паљење гараже у Гробљанској улици, августа 1941; убиство агената Ђорђа Космајца и Обрада Залада у улици Цара Уроша, марта 1942; рад илегалне штампарије у Београду, која је функционисала на две локације, у периоду од 1941. до 1944. године и др. За разлику од првог дела, наставак серије, под називом „Повратак отписаних“ много мање се темељи на стварним догађајима (изузев приказаних борби за ослобођење Београда, октобра 1944. и епизоде „Мост“ у којој је приказан лик учитеља Миладина Зарића, који је самоиницијативно онемогућио рушење тада јединог моста на Сави) и већим делом је плод маште аутора.
Серија и филм били су веома гледани и достигли су култни статус у читавој Југославији, а популарна је и данас па се приликом сваке репризе приказује у ударном термину и самим тим је најгледанији програм. Један од разлога популарности је и тај што, за разлику од филмова и серија сниманих у то време, није приказивала рат из визуре комунистичке партије него из угла обичног света. Исто тако, ликови из серије су веома одударали од стереотипа комунистичких илегалаца. Радило се о обичним људима са друштвене маргине, уличним херојима, шверцерима, студентима - са свим својим људским врлинама и манама. Сам комунизам се у серији веома ретко спомиње и серија је оријентисана на приказивање човека у борби против окупатора и готово је лишена било какве политичке обојености и стога је главни мотив серије „вечна борба добра и зла“.
Поред Прлета и Тихог, главних протагониста, код публике се издвојио и лик негативног јунака, мајора Кригера, у изузетном тумачењу глумца Стеве Жигона, који је том улогом постао једна од глумачких икона југословенске кинематографије и поставио стереотип свих ликова немачких окупаторских војника. Такође, култни статус и популарност доживела је и главна музичка тема серије, композитора Миливоја Миће Марковића, која је популарна од ТВ џинглова, музике на утакмицама и свадбама, весељима до звоњаве мобилних телефона.

## Списак епизода
Списак епизода и датум премијерног емитовања:
| Епизода             | Прво приказивање   |
| ------------------- | ------------------ |
| 1. Болница          | 22. децембар 1974. |
| 2. Гаража           | 29. децембар 1974. |
| 3. Издајник         | 5. јануар 1975.    |
| 4. Штампарија       | 12. јануар 1975.   |
| 5. Печурке          | 19. јануар 1975.   |
| 6. Канал            | 26. јануар 1975.   |
| 7. Бањички логор    | 2. фебруар 1975.   |
| 8. Поштар           | 9. фебруар 1975.   |
| 9. Паја Бакшиш      | 16. фебруар 1975.  |
| 10. Влада Рус       | 23. фебруар 1975.  |
| 11. Провала         | 2. март 1975.      |
| 12. Рањеници        | 9. март 1975.      |
| 13. Бродоградилиште | 16. март 1975.     |

## Улоге
| Глумац             | Улога                  |
| ------------------ | ---------------------- |
| Драган Николић     | Прле                   |
| Војислав Брајовић  | Тихи                   |
| Предраг Манојловић | Паја Бакшиш            |
| Владан Холец       | Миле / Бели            |
| Чедомир Петровић   | Зрики                  |
| Стево Жигон        | мајор СС Кригер        |
| Рудолф Улрих       | пуковник СС Милер      |
| Александар Берчек  | Чиби                   |
| Драгомир Фелба     | Стрико                 |
| Раде Марковић      | Милан                  |
| Слободан Алигрудић | Скале                  |
| Љубица Ковић       | Ивана                  |
| Жарко Радић        | Бобан                  |
| Драган Максимовић  | Симке                  |
| Иван Бекјарев      | Цане Курбла            |
| Мирољуб Лешо       | Славко                 |
| Душан Перковић     | Никола                 |
| Васа Пантелић      | Крста Мишић            |
| Предраг Милинковић | агент Гојко            |
| Страхиња Мојић     | Агент                  |
| Душан Вујновић     | Лимар (Ђока)           |
| Миливоје Томић     | Књиговезац             |
| Цане Фирауновић    | поручник СС Кениг      |
| Мирослав Бијелић   | капетан СС Бауер       |
| Божидар Павићевић  | поручник СС Динст      |
| Михајло Јанкетић   | заставник СС Влада Рус |
| Неда Арнерић       | Рут                    |
| Миодраг Милованов  | Инжењер Бабић          |
| Данило Лазовић     | Срба                   |
| Светлана Бојковић  | Оливера                |

| Глумац                  | Улога                       |
| ----------------------- | --------------------------- |
| Јелена Чворовић         | Нина                        |
| Љубомир Убавкић         | Жиле                        |
| Александар Хрњаковић    | Миро                        |
| Бранко Цвејић           | Џокеј                       |
| Слободанка Жугић        | Клара                       |
| Павле Вуисић            | Поштар Јоца                 |
| Слободан Новаковић      | Цвика                       |
| Злата Нуманагић         | Драгана                     |
| Видоје Вујовић          | Стражар                     |
| Радмила Теодоровић      | Лили                        |
| Никола Јовановић        | мајор СС Франк              |
| Зорица Мирковић         | Милица                      |
| Драгомир Чумић          | Сирано                      |
| Марко Тодоровић         | Стеван                      |
| Србољуб Милин           | Косинус                     |
| Браца Гавриловић        | Пера Увце                   |
| Вера Дедић              | Ленче                       |
| Ђорђе Јелисић           | Заре                        |
| Јосиф Татић             | Ненад                       |
| Весна Пећанац           | Марија                      |
| Јанез Врховец           | Министар пошта              |
| Нада Касапић            | Министрова супруга Меланија |
| Растислав Јовић         | Цибе                        |
| Рамиз Секић             | Бранко, узгајивач печурки   |
| Мида Стевановић         | Зоран                       |
| Михајло Бата Паскаљевић | Спира                       |
| Воја Мирић              | Доктор Борић                |
| Миодраг Радовановић     | Инжењер Ристић              |
| Зорка Манојловић        | Зрикијева мајка             |
| Иван Манојловић         | Немачки генерал             |
| Татјана Лукјанова       | Славкова мајка              |

| Глумац             | Улога                      |
| ------------------ | -------------------------- |
| Предраг Ћерамилац  | Вајар                      |
| Милан Пузић        | Драганин теча, шеф станице |
| Богољуб Петровић   | Железничар                 |
| Љиљана Седлар      | Стеванова супруга          |
| Жижа Стојановић    | Увцетова супруга           |
| Еуген Вербер       | часовничар Шмит            |
| Божидар Савићевић  | Чика Марко                 |
| Зоран Стојиљковић  | Шуле                       |
| Мелита Бихали      | Немица                     |
| Предраг Панић      | Мома                       |
| Младен Недељковић  | Урош                       |
| Зоран Милосављевић | Доктор Јанковић            |
| Иван Шебаљ         | Бане                       |
| Миомир Радевић     | Ратко                      |
| Фаик Имери         | Мија                       |
| Мило Мирановић     | Миличин отац               |
| Мирко Буловић      | Милан Стојановић           |
| Даница Аћимац      | Миланова супруга           |
| Живка Матић        | Момина мајка               |
| Иво Јакшић         | Нинин очух                 |
| Стеван Миња        | Жандар                     |
| Љубомир Ћипранић   | Жандар                     |
| Вељко Маринковић   | Агент                      |
| Бранка Зорић       | Скојевка                   |
| Соња Ђурђевић      | Болесница                  |
| Мирко Ђерић        | Портир                     |
| Војин Кајганић     | Војник                     |
| Драгољуб Јовановић | Портир у болници           |
| Бошко Кузмановић   | комшија                    |
| Бата Камени        | Вођа патроле СС            |

Комплетна ТВ екипа  ▼
| Редитељ                   | Александар Ђорђевић     | (13 еп. 1974—1975)                       |
| Сценариста                | Драган Марковић         | (13 еп. 1974—1975)                       |
| Сценариста                | Синиша Павић            | (13 еп. 1974—1975)                       |
| Композитор                | Миливоје Марковић       | (13 еп. 1974—1975)                       |
| Директор фотографије      | Милорад Марковић        | (13 еп. 1974—1975)                       |
| Mонтажер                  | Олга Скригин            | (13 еп. 1974—1975)                       |
| Сценограф                 | Вељко Деспотовић        | (13 еп. 1974—1975)                       |
| Уметнички директор        | Милован Радовановић     | (непознат број епизода)                  |
| Костимограф               | Светлана Мишковић       | (13 еп. 1974—1975)                       |
| Одсек за шминку           | Лепосава Првановић      | шминкерка (13 еп. 1974—1975)             |
| Одсек за шминку           | Радмила Тодоровић       | шминкер (13 еп. 1974—1975)               |
| Менаџер продукције        | Драгослав Радоичић Бели | организатор (13 еп. 1974—1975)           |
| Менаџер продукције        | Ђорђе Димитријевић      | помоћник организатора (11 еп. 1974—1975) |
| Помоћник режије           | Петар Цвејић            | помоћник редитеља (13 еп. 1974—1975)     |
| Помоћник режије           | Милан Лугомирски        | помоћник редитеља (13 еп. 1974—1975)     |
| Уметнички одсек           | Драгиша Маричић         | сценски реквизитер (13 еп. 1974—1975)    |
| Одсек за звук             | Синиша Јовановић        | тон мајстор (13 еп. 1974—1975)           |
| Одсек за звук             | Миодраг Петровић Шарло  | тонска обрада (13 еп. 1974—1975)         |
| Специјални ефекти         | Зоран Ђорђевић          | специјални ефекти (13 еп. 1974—1975)     |
| Каскадери                 | Драгомир Станојевић     | каскадер (13 еп. 1974—1975)              |
| Каскадери                 | Славољуб Плавшић Звонце | каскадер (непознат број епизода)         |
| Одсек за камеру и расвету | Јосип Керекеш           | вођа расвете (13 еп. 1974—1975)          |
| Одсек за камеру и расвету | Радован Климецки        | пратилац камере (13 еп. 1974—1975)       |
| Одсек за камеру и расвету | Славољуб Вељић          | пратилац камере (13 еп. 1974—1975)       |
| Одсек за костим           | Родољуб Спасић          | гардеробер (1 еп. 1974)                  |
| Одсек за монтажу          | Лепосава Алексић        | асистент монтажера (13 еп. 1974—1975)    |
| Остала екипа              | Милана Стојановић       | секретар режије (13 еп. 1974—1975)       |

## Награде
Награду за најбољи Глумачки пар године по избору читалаца ТВ Новости добили су Неда Арнерић за улогу Рут и Воја Брајовић за улогу Тихог на Филмским сусретима у Нишу 1975. године.

## Занимљивости
- Првобитни назив серије био је Петорица отписаних, по угледу на филмове Седам самураја и Седморица величанствених.[4]
- Оригинални сценарио који је написао творац серије, новинар Драган Марковић, био је знатно другачији у односу на коначну верзију. С обзиром на то да су га уредници телевизије оценили као књишки, са дрвеним и партијским дијалозима као и непрофилисаним ликовима, као сарадник је ангажован Синиша Павић који је преуредио сценарио, драстично изменивши дијалоге у циљу прилагођавања серије млађим гледаоцима. Како је Павић познавао говор и понашање тадашњих илегалаца, ликови серије су приказани из угла обичног света, чиме су одударали од стереотипа из филмова и серија са сличном тематиком. На крају, Павић је потписан као сарадник на дијалогу, чему се Марковић првобитно противио.[5] Иако је био задовољан његовим учинком, Марковић је касније у интервјуима истицао како је на сценарију радио самостално и без ичије помоћи, због чега је Павић одбио да ради на наставку серије Повратак отписаних.[4]